# Рекламная почтовая карточка

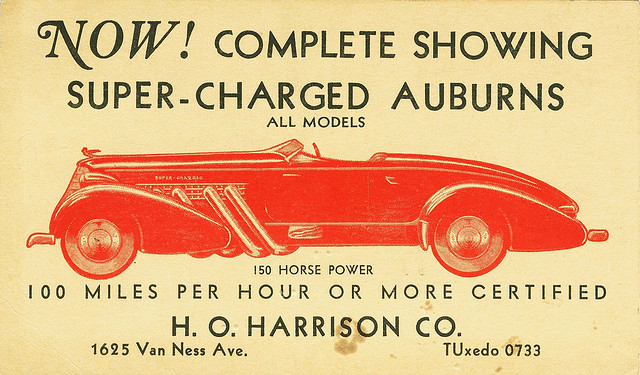
Рекламная почтовая открытка Auburn Automobile (1935)

Рекламная почтовая карточка (англ. advertising postcard) — это почтовая карточка, применяемая в рекламных целях (в отличие от туристических или поздравительных почтовых карточек).

## Описание
Такие почтовые карточки используются в рекламе в качестве альтернативы или в дополнение к другой печатной рекламе, такой как каталоги, письма и листовки. Рекламные почтовые карточки могут рассылаться по почте или распространяться другими способами.

## Адресная почтовая рассылка
Хотя почтовые карточки, используемые для адресной почтовой рассылки, традиционно всегда были прямоугольной формы, некоторые почтовые ведомства, например, Почтовая корпорация Канады, могут позволять пересылку по почте непрямоугольных карточек. Это привело к появлению новых маркетинговых концепций, таких как круглые почтовые карточки или карточки специальной высечки штампом в соответствии с темой конкретной компании.

## Без рассылки
Бесплатные почтовые карточки (freecards), как правило, распространяются посредством размещения на специальных стендах, где их можно взять бесплатно, или другими способами. Отправитель может использовать бесплатную карточку для отправлений в личных целях, но при этом карточка продолжает выполнять рекламную функцию.